# Es wartet alles auf dich
Es wartet alles auf dich (BWV 187) ist eine Kirchenkantate von Johann Sebastian Bach. Er komponierte sie 1726 in Leipzig für den 7. Sonntag nach Trinitatis. Später verwendete er vier ihrer Sätze für seine Messe in g-Moll.

## Entstehung und Worte
Bach schrieb die Kantate 1726 in Leipzig in seinem dritten Kantatenzyklus für den 7. Sonntag nach Trinitatis. Er führte sie drei Mal auf, zuerst am 4. August 1726, ein zweites Mal zwischen 1735 und 1740, und schließlich am 26. Juli 1749. Die vorgeschriebenen Lesungen sind Röm 6,19–23  und Mk 8,27–28 , die Speisung der viertausend. Der Eingangschor auf Ps 104,27–28  steht in unmittelbarem Zusammenhang zum Evangelium. Der zweite Teil beginnt mit einer Bass-Arie auf Mt 6,31–32  aus der Bergpredigt. Die Kantate wird beschlossen mit den Strophen 4 und 6 von Hans Vogels Choral Singen wir aus Herzensgrund (1563). Der Dichter der übrigen Sätze ist unbekannt, Walter Blankenburg schlug Christoph Helm vor. Der Dichter paraphrasiert weitere Psalmverse aus Psalm 104 und im dritten Satz Ps 65,12 
Bach benutzte die Musik von vier Sätzen, Eingangschor und drei Arien, für Sätze im Gloria seiner Messe in g-Moll.

## Besetzung und Aufbau
Die Kantate ist gesetzt für drei Vokalsolisten, Sopran, Alt und Bass, vierstimmigen Chor, zwei Oboen, zwei Violinen, Viola und Basso continuo.
Teil I
1. Coro: Es wartet alles auf dich
2. Recitativo (Bass): Was Kreaturen hält, das große Rund der Welt
3. Aria (Alto, Oboe, Streicher): Du, Herr, du krönst allein das Jahr

Teil II
1. Aria (Bass, Violinen): Darum sollt ihr nicht sorgen
2. Aria (Sopran, Oboe): Gott versorget alles Leben
3. Recitativo (Sopran, Streicher): Halt ich nur fest an ihm
4. Choral: Gott hat die Erde zugericht

## Musik
Im Eingangschor erreicht Bach eine Einheit der Form, doch gleichzeitig die verschiedene Behandlung der vier Ideen der Psalmverse in motettischer Form. Die Motive der instrumentalen Sinfonia von 28 Takten sind den ganzen Satz über fast durchgehend präsent und stiften Einheit. Der erste Halbvers Es wartet alles auf dich (a) wird in freier Polyphonie dargestellt, die in den Orchestersatz eingebettet ist. Sie wird wiederholt zusammen mit der Fortführung daß du ihnen Speise gibest (b) in freier Polyphonie mit kanonischer Imitation über zwei Themen, während die Instrumente meist colla parte spielen. Dann werden a and b wiederholt, eingebettet in die Sinfonia, die instrumental weitergeführt wird. Im folgenden zweiten Abschnitt ist Wenn du ihnen gibest … (c) das Thema einer Fuge, Wenn du deine Hand auftust … (d) das Kontrasubjekt. Die Instrumente spielen anfangs colla parte und werfen dann Motive der Sinfonia ein. Im dritten Abschnitt wird der gesamte Text wiederholt, eingebettet in einen Teil der Sinfonia.
Die erste Arie preist Gott als Erhalter des Lebens, begleitet vom gesamten Orchester in einem tänzerischen Rhythmus mit unregelmäßiger Gruppierung der Takte in den Ritornellen.
Im vierten Satz werden die Bibelworte aus der Bergpredigt dem Bass als der Vox Christi (Stimme Christi) anvertraut, begleitet von den Violinen unisono und dem Continuo, das sich an der Motivik beteiligt.
Die Sopran-Arie besteht aus zwei kontrastierenden Teilen, der erste wird von feierlichen punktierten Rhythmen und einer weitgespannten Melodie der Oboe begleitet, der zweite, un poco allegro, ist wieder tänzerisch. Danach wiederholen nur die Instrumente die punktierten Rhythmen des Beginns. Die letzten Worte der Solistin im Rezitativ werden von Streichern begleitet wie die Worte Jesu in der Matthäus-Passion.
Der Schlusschoral ist vierstimmig für Chor und alle Instrumente.

## Einspielungen
- Die Bach Kantate Vol. 44. Helmuth Rilling, Gächinger Kantorei, Bach-Collegium Stuttgart, Maria Friesenhausen, Hildegard Laurich, Wolfgang Schöne. Hänssler, 1971.
- Bach Cantatas Vol. 4 – Sundays after Trinity I. Karl Richter, Münchener Bach-Chor, Münchener Bach-Orchester, Edith Mathis, Julia Hamari, Dietrich Fischer-Dieskau. Archiv Produktion, 1977.
- J. S. Bach: Das Kantatenwerk – Sacred Cantatas Vol. 10. Gustav Leonhardt, Knabenchor Hannover, Collegium Vocale Gent, Leonhardt-Consort, boy soprano of the Knabenchor Hannover, Paul Esswood, Max van Egmond. Teldec, 1989.
- Bach Cantatas Vol. 4. John Eliot Gardiner, Monteverdi Choir, English Baroque Soloists, Katharine Fuge, Richard Wyn Roberts, Stephan Loges. Soli Deo Gloria, 2000.
- J. S. Bach: Complete Cantatas Vol. 18. Ton Koopman, Amsterdam Baroque Orchestra & Choir, Sandrine Piau, Bogna Bartosz, Klaus Mertens. Antoine Marchand, 2002.